# DAC Air
DAC Air – była rumuńska linia lotnicza, która rozpoczęła działalność w 1995 roku. Firma działała w latach 1995–1998.